# Filip Palgut
Filip Palgut (* 23. September 1991 in Bratislava) ist ein slowakischer Volleyballspieler.

## Karriere
Ab 2011 spielte Palgut beim österreichischen Erstligisten VC Amstetten. Sein Vater Miroslav Palgut wurde gleichzeitig neuer Trainer der Mannschaft, die in der Saison 2011/12 im Challenge Cup spielte. 2012 wurde der Zuspieler für die Europaliga in die slowakische Nationalmannschaft berufen. 2013 wechselte der Palgut zum deutschen Bundesligisten Chemie Volley Mitteldeutschland.
Von 2014 bis 2016 spielte Palgut wieder in Österreich bei SK Posojilnica Aich/Dob in Kärnten. Danach war er in Tschechien bei Vavex Příbram und bei Jihostroj České Budějovice aktiv. 2018 wurde Palgut vom Bundesliga-Aufsteiger Helios Grizzlys Giesen verpflichtet.